# یواس‌اس کرسان (ای دی-۱۸۰۶)
یواس‌اس کرسان (ای دی-۱۸۰۶) (به انگلیسی: USS Keresan (ID-1806)) یک کشتی بود که طول آن ۳۸۰ فوت ۶ اینچ (۱۱۵٫۹۸ متر) بود. این کشتی در سال ۱۹۱۲ ساخته شد.